# علي صدقي أزايكو
علي صدقي أزايكو (1942 - 2004) مؤرخ وشاعر وباحث وناشط أمازيغي مغربي.

## مسيرته
ولد علي صدقي أزايكو عام 1942 في قرية إكران تاونيغت بالأطلس الكبير غير بعيد عن أولاد برحيل بإقليم تارودانت المغربي. درس المرحلة الابتدائية بقرية تافنكولت في مركز إيمنتانوت، وأكمل دراسته الثانوية بمدينة مراكش ، ثم التحق بمدينة الرباط للدراسة في كلية الآداب والعلوم الإنسانية التابعة لجامعة محمد الخامس ، حيث حصل على الإجازة في التاريخ عام 1968. تخرج في السنة نفسها من المدرسة العليا للأساتذة كأستاذ للتعليم الثانوي. كما حصل على دبلوم الدراسات العليا في التاريخ بكلية الآداب والعلوم الإنسانية بالرباط بميزة حسن جدا في موضوع "رحلة الوافد"، تقديم وتحقيق سنة 1988.

## من مؤلفاته
- الإسلام والأمازيغ: البدايات الأولى لدخول الأمازيغ في المجال الإسلامي (2002)
- تاريخ المغرب أو التأويلات الممكنة (2003)
- نماذج من أسماء الأعلام الجغرافية والبشرية المغربية (2004)
- معارك فكرية حول الأمازيغية

إضافة إلى مجال تحقيق النصوص التاريخية وأهم ذلك تحقيق رحلة الوافد والعديد من المواد المنشورة في مجلة معلمة المغرب ، وأبحاث ودراسات منشورة في مجلة كلية الآداب بالرباط وفاس، وتامودا.